# Yowie
Yowie hace referencia a una de dos criaturas míticas australianas. El nombre es considerado en criptozoología análogo al Pie Grande americano, al Yeti asiático y al Kunk de los Andes. Tiene la apariencia de un mono terrible. 
En la mitología aborigen australiana, Yowie (o Yowie-Whowie) es también usado como un nombre para referirse a una figura completamente diferente. Se describe como una bestia gigantesca, similar al un cruce entre un lagarto y una hormiga. Aparece en el campo de noche para comer lo que encuentra, incluso a seres humanos. Esto hace que se considere la misma leyenda que el Bunyip. 

## Descripción
El yowie generalmente se describe como una criatura peluda y parecida a un simio de pie entre 2,1 m (6 pies 11 pulgadas) y 3,6 m (12 pies). Los pies del yowie se describen como mucho más grandes que los de un humano, pero las supuestas huellas del yowie son inconsistentes en forma y número de dedos del pie, y las descripciones del pie de yowie y las huellas proporcionadas por los testigos de yowie son aún más variadas que las del Pie Grande.La nariz del yowie se describe como ancha y plana.

Conductualmente, algunos reportan al yowie como tímido, otros describen al yowie como a veces violento o agresivo.
- Datos: Q964575
- Multimedia: Yowies / Q964575